# オールリクエスト美空ひばり大全集
オールリクエスト 美空ひばり大全集（ - みそらひばりだいぜんしゅう）は、RFラジオ日本で毎週木曜日23:00～23:30に放送していた美空ひばりの曲だけを紹介する、『美空ひばり専門ラジオ番組』。

## 番組概要
元々はビートルズの楽曲専門カウントダウン番組『THE BEATLES 10』の美空ひばり版として『美空ひばり10』としてスタート。後に現題に改題し、若林健治が司会していた頃までランキング番組であったが、末期はランキング無しのリクエスト番組となった。2008年3月31日に『ひばりさんからの手紙』に改題。月曜～金曜5:10～5:20の帯番組に変貌した。

## MC
- 内藤博之（ラジオ日本アナウンサー）『ひばりさんからの手紙』でも引き続きMCを勤めている。

## 過去のMC
- 若林健治